# مزدوجة كا ميثا
دبل كا ميثا أو كا ميثا مزدوجة (بالهندية: Double ka meetha) المعروف أيضا باسم شاهي توكرا، هي حلوى الخبز بالسجق او حلوى الخبز الهندي مصنوعة من شرائح الخبز المقلي المنقوعة في الحليب الساخن مع التوابل، بما في ذلك الزعفران والهال. مزدوجة كا ميثا هي من احد انةاع الحلويات المشهورة في مدينة حيدر أباد. حيث تحظى بشعبية كبيرة في مطبخ حيدر آباد، وتقدم في الأعراس والحفلات. يشير دبل كا ميثا إلى خبز الحليب، المسمى" مزدوجة روتي " باللهجات الهندية المحلية وذلك بسبب يتضخم إلى ضعف حجمه الأصلي تقريبا بعد خبزه.

## وصلات خارجية
- وصفة حلوى مزدوجة كا ميثا
- مزدوجة كا ميثا او شاهي توكرا نسخة محفوظة 9 يناير 2015 على موقع واي باك مشين.